# Premio Vittorio Gui
Il Premio "Vittorio Gui" è stato un concorso internazionale di musica da camera, organizzato da ACERM (l'Associazione dei concorsi e delle rassegne musicali) in collaborazione con il Maggio Musicale Fiorentino, tenutosi dal 1977 al 2013 (con un concerto celebrativo nel 2015) a Firenze, con cadenza annuale. Il nome del premio deriva da Vittorio Gui, l'importante direttore d'orchestra che fondò l'Orchestra Stabile Fiorentina, il primo nucleo di quella che oggi è l'orchestra del Maggio Musicale Fiorentino.

## Storia
La commissione organizzatrice del premio è stata istituita nel 1977 da Sergio Mealli con la collaborazione di Leonardo Pinzauti e Alessandro Specchi. Il presidente è stato Bruno Bartoletti dall'anno di fondazione fino alla sua morte, avvenuta nel 2013; da allora il presidente è stato il violinista Salvatore Accardo. Nel 1984 il Premio è entrato a far parte della World Federation of International Music Competitions.
Dal 1992 al 2012 la kermesse si è svolta in collaborazione con la Scuola di Musica di Fiesole, ed ha avuto la direzione artistica di Piero Farulli. Dal 1998 la manifestazione si è svolta con l'appoggio del Maggio Musicale Fiorentino. Quella del 2013 fu l'ultima edizione a venire disputata, e nel 2015 c'è stato un concerto finale celebrativo, con le sorelle Birringer, vincitrici nel 2011.

## La gara
La competizione prevedeva sei giorni di eliminatorie, che si svolgevano nelle sale del Conservatorio Luigi Cherubini di Firenze (nelle prime edizioni anche nelle sale del Teatro Comunale di Firenze), con un concerto finale al Teatro Goldoni. Per i vincitori c'era un premio in denaro.

## Albo d'oro
- 1977 Trio di Fiesole
- 1978 non aggiudicato
- 1979 Duo Vernikov/Bogino
- 1980 Duo Gross/Rieger
- 1981 non aggiudicato
- 1982 non aggiudicato
- 1983 Trio Matisse
- 1984 Duo Matzka/Turner-Jones
- 1985 Duo Almgren/Bojsten
- 1986 Quartetto Petersen
- 1987 non aggiudicato
- 1988 Duo Bagratouni/Stepanov
- 1989 Quintetto L.M.
- 1990 Trio Italiano (Sonig Tchakerian, Giovanni Battista Rigon, Teodora Campagnaro)
- 1991 Duo Guglielmo/Violante
- 1992 Trio di Parma
- 1993 Gould Piano Trio
- 1994 Duo Mathé/Merkle
- 1995 Duo Yamasaki/Suzuki
- 1996 Quartetto di Fiesole
- 1997 Karol Szymanowski Quartett
- 1998 Duo Tchekmazov/Nuzova
- 1999 Duo Suda/Hara
- 2000 Duo Blondel
- 2001 non aggiudicato
- 2002 Duo Martigné/Steinbach
- 2003 Trio con Brio
- 2004 non aggiudicato, il secondo premio fu vinto dal duo Vikman/Shirinyan
- 2005 Navarra String Quartett
- 2006 Duo Arp/Frantz
- 2007 non organizzato
- 2008 Duo Giun/Haruka
- 2009 non aggiudicato, il secondo premio fu vinto dal Quartetto Avos
- 2010 non aggiudicato, il secondo premio fu vinto dal Duo Lee
- 2011 Duo Birringer
- 2012 non disputato
- 2013 Quartetto Notos
- 2014 non disputato
- 2015 non disputato (il premio ha ospitato una reunion fiorentina del Duo Birringer)